# Климович, Дмитрий Фёдорович
Дмитрий Фёдорович Климович (30 апреля 1972) — советский и белорусский футболист, защитник.

## Биография
Воспитанник минской СДЮСШОР № 5, тренер — Валерий Викторович Зайцев. В 1990 году начал взрослую карьеру в минском «Динамо». Дебютный матч в высшей лиге СССР сыграл 5 сентября 1990 года против «Металлиста», заменив на 78-й минуте Михаила Мархеля. Всего до распада СССР принял участие в 16 матчах высшей лиги, во многих выходил в стартовом составе. Четвертьфиналист Кубка СССР 1990/91.
После распада СССР продолжал играть за минское «Динамо» в чемпионате Беларуси. Двукратный чемпион страны (1992, 1992/93), обладатель Кубка Беларуси 1992 года. В январе 1993 года в составе команды «Беларусь» принял участие в первом розыгрыше Кубка Содружества и стал финалистом турнира. К концу 1993 года потерял место в основе минчан и во время зимнего перерыва покинул клуб.
Весной 1994 года играл в высшей лиге за «Днепр» (Могилёв), но в составе не закрепился. Затем выступал за клубы первой лиги — «Сантанас» (Самохваловичи) и «Фомальгаут» (Борисов), с последним стал бронзовым призёром первой лиги в осеннем сезоне 1995 года.
После годичного перерыва в 1997 году присоединился к клубу высшей лиги «Динамо-93» (Минск), провёл в нём полтора сезона. Участник матчей Кубка Интертото. Однако летом 1998 года клуб был расформирован, после чего игрок в 26-летнем возрасте прекратил профессиональную карьеру. Всего в высшей лиге Беларуси сыграл 61 матч и забил 3 гола.
Бронзовый призёр чемпионата мира среди 20-летних 1991 года в составе молодёжной сборной СССР. 20 июля 1992 года принял участие в матче второй сборной Беларуси против команды Литвы, заменив на 87-й минуте Валентина Белькевича.

## Достижения
- Чемпион Беларуси: 1992, 1992/93
- Обладатель Кубка Беларуси: 1992